# Gunpowder-Tee

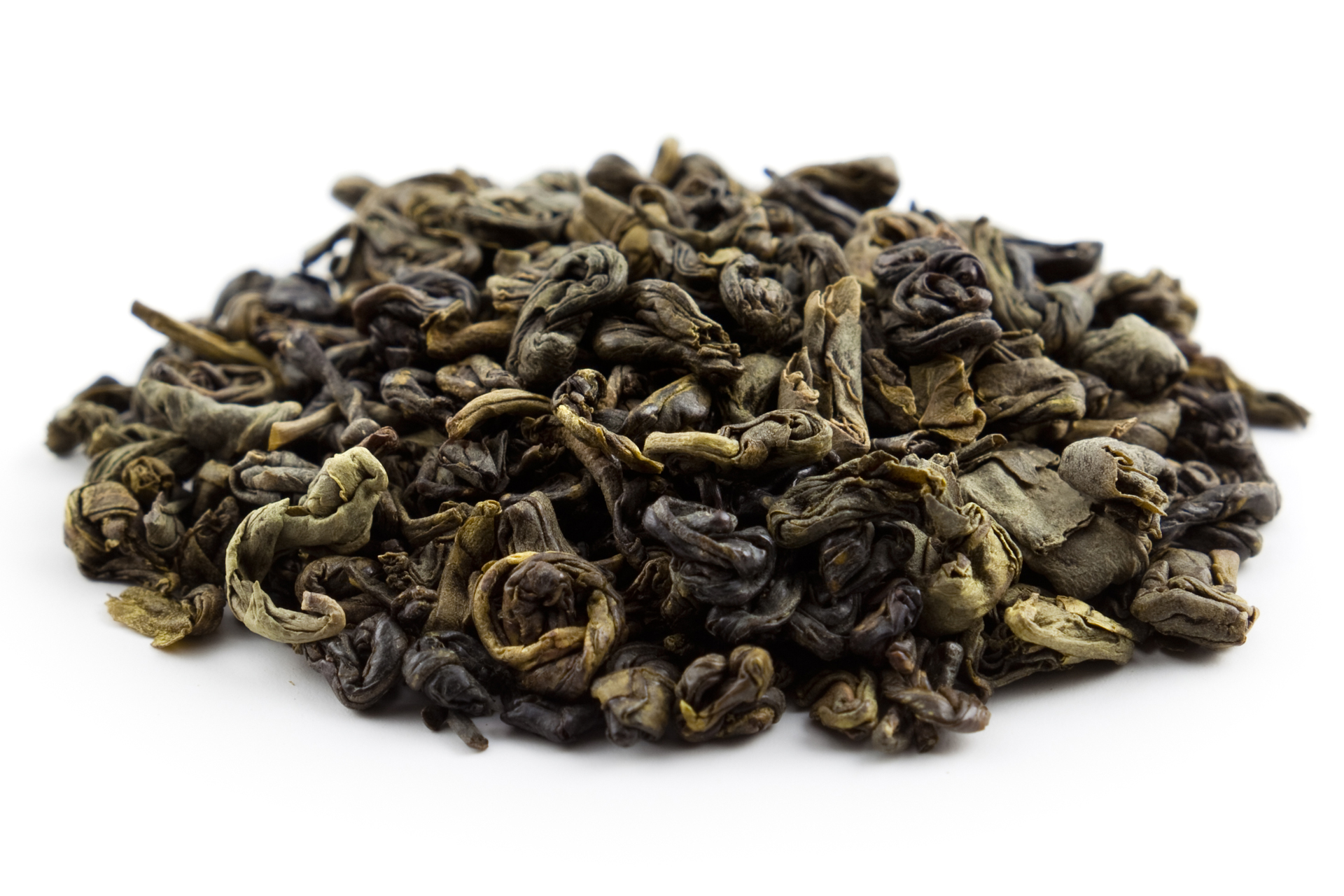
Chinesischer Gunpowder-Tee

Gunpowder-Tee (chinesisch 珠茶, Pinyin zhū chá – „Perlentee“; ausgesprochen [ʈʂú ʈʂʰǎ]) ist eine Art von chinesischem Tee, dessen Blatt zu einem Kügelchen gerollt wird. Sein englischer Name leitet sich von der Ähnlichkeit mit den Kügelchen von Schießpulver ab. Diese Rollmethode von geformtem Tee wird meistens entweder bei getrocknetem Grüntee (die bekannteste Art außerhalb Chinas) oder Oolong-Tee angewendet.
Die Produktion von Gunpowder-Tee ist auf die Tang-Dynastie (618–907) zurückzuführen. Zuerst wurde er in Taiwan im 19. Jahrhundert eingeführt. Gunpowder-Teeblätter werden gedörrt, gedämpft, gerollt und dann getrocknet. Obwohl die einzelnen Blätter ursprünglich per Hand gerollt wurden, wird der Gunpowder-Tee heute meistens maschinell gerollt (die beste Qualität wird jedoch immer noch per Hand gerollt). Durch das Rollen sind die Blätter weniger anfällig für Beschädigung und Bruchschäden und erhalten eher ihren Geschmack und ihr Aroma. Zudem ermöglicht diese Methode verschiedenen Oolong-Teearten, ihre Qualität jahrzehntelang zu erhalten, wenn sie gut behandelt werden, indem man sie gelegentlich röstet.
Beim Einkauf von Gunpowder-Tee ist es wichtig, nach glänzenden Kugeln zu suchen, die auf die Frische des Tees hinweisen. Die Größe der Kugel wird auch mit Qualität assoziiert, größere Kügelchen werden als Merkmal niederer Teequalität angesehen. Hohe Qualitäten von Gunpowder-Tee weisen kleine, fest zusammengerollte Kügelchen auf.

## Variationen
Beim Gunpowder-Tee gibt es verschiedene Sorten:
- Pingshui Gunpowder (平水珠茶): Die originale und üblichste Art von Gunpowder-Tee mit größeren Perlen, besserer Farbe und einem aromatischeren Aufguss, der meistens als Temple of Heaven Gunpowder oder Pinhead Gunpowder verkauft wird. Ersterer ist die üblichste Markenbezeichnung dieser Teesorte.[1]
- Formosa Gunpowder: Eine Gunpowder-Teeart, die in Taiwan in der Nähe von Keelung angebaut wird. Es wird gesagt, dass dieser Tee sein eigenes charakteristisches Aroma aufweist und sich von dem Gunpowder-Tee aus der Provinz Zhejiang in Festlandchina unterscheidet. Formosa-Gunpowder-Tees sind normalerweise frisch oder geröstete Oolongs.[1]
- Ceylon Gunpowder: Eine Gunpowder-Teevariante in Sri Lanka, die üblicherweise ab einer Höhe von 1 800 Metern angebaut wird, siehe Ceylon (Tee).

Verschiedene Grünteearten werden gewöhnlich in die „Schießpulver“-Form gerollt, einschließlich Chunmee, Tieguanyin, Huang Guanyin und Dong Ding, sowie viele weitere Oolong- und noblere Jasmintees.

## Etymologie
Auf Chinesisch heißt Gunpowder-Tee zhū chá (珠茶; wörtlich: „Perlentee“ oder „Tropfentee“; nicht zu verwechseln mit Boba-Tee).
Die Herkunft der Bezeichnung könnte von der Ähnlichkeit des Aussehens des Tees mit richtigem Schießpulver stammen: gräulich, dunkle Kugeln in unregelmäßiger Form, die als explosiver Zündstoff für frühe Waffen genutzt wurden. Der Name könnte auch daher stammen, dass das graugrüne Blatt, das fest zu einer kleinen Kugel gerollt ist, beim Eintauchen in heißes Wasser wie zu einem langen Blatt „explodiert“. Eine weitere Erklärung ist, dass der Tee auch einen rauchartigen Geschmack haben kann.
Es ist auch möglich, dass die englische Bezeichnung (Gunpowder) von dem mandarin-chinesischen Ausdruck für „frisch gebrüht“, gāng pào de (剛泡的) stammt, der sich wie das englische Wort „Gunpowder“ anhört.

## Brühmethoden

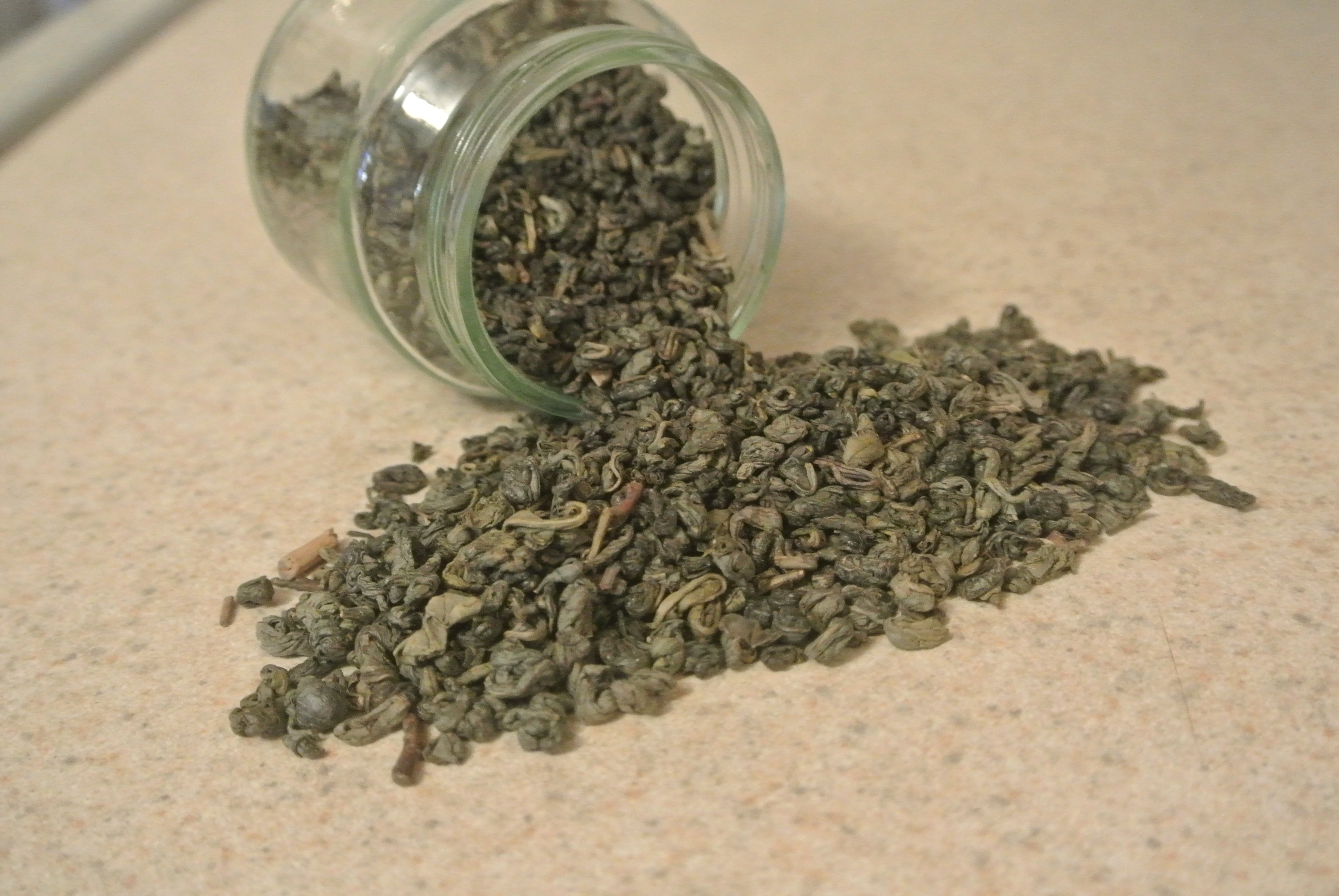
Fertiger Gunpowder-Tee zum Brühen

Die Brühmethoden beim Tee hängen hauptsächlich vom Tee selbst und von den persönlichen Präferenzen ab. Deshalb wird 1 Teelöffel von losen Blättern auf 150 ml Wasser empfohlen. Die ideale Temperatur für diese Art von Tee liegt zwischen 70 °C und 80 °C. Beim ersten und zweiten Mal Brühen lässt man die Blätter für ungefähr eine Minute ziehen. Es wird zudem empfohlen, die Teetasse oder die Teekanne vor dem Kochen mit heißem Wasser auszuspülen, sodass die Gefäße erwärmt werden. Durch das Kochen erhält der Gunpowder-Tee eine gelbliche Farbe.
Der Geschmack des gekochten Gunpowder-Tees wird oft als dick und stark wie weicher Honig, aber auch rauchig und mit einem etwas kupfernen Nachgeschmack beschrieben. Der Geschmack dieser Teeart wird zudem oft als grasig, minzig oder pfeffrig beschrieben.

## Gebrauch im Maghreb
Gunpowder-Tee wird in den Maghreb exportiert, wo er für die Zubereitung des traditionellen nordafrikanischen Minztees genutzt wird. Das marokkanische Teeritual ist das Herzstück einer jeden Zusammenkunft, angefangen von einem informellen Besuch bei einem Nachbar bis zu aufwendigen Abendgesellschaften mit hochrangigen Würdenträgern. Dieser Pfefferminztee entsteht, wenn Minze und Zucker oder Honig zu kochendem Gunpowder-Tee hinzugefügt werden.